# كاستل كامبانيانو
كاستل كامبانيانو، (بالإنجليزية: Castel Campagnano)‏، (نابولي: Campànnànnë)، هي بلدة صغيرة و(بلدية) في مقاطعة كازيرتا، في منطقة كامبانيا الإيطالية، وتقع على بعد حوالي 40 كم (25 ميل) شمال شرق نابولي، وحوالي 15 كم (9 ميل) شمال شرق كازيرتا.

## السكان
في سنة 1861 بلغ عدد السكان 1٬365 نسمة، وتطور العدد ليصل في سنة 2011 لـ 1٬608 نسمة.
يظهر هذا المخطط البياني تطور النمو السكاني لـ كاستل كامبانيانو